# Lake Placid, New York
Lake Placid là một làng nằm trên Núi Adirondack thuộc Quận Essex, New York, Hoa Kỳ. Theo cuộc điều tra dân số 2010, dân số ở đây là 2521.
Làng Lake Placid cách trung tâm thị trấn Bắc Elba, 50 dặm (80 km) tây nam của Plattsburgh. Lake Placid cùng với Saranac Lake và Tupper Lake, tạo thành một vùng gọi là Tam Hồ. Lake Placid từng tổ chức Thế vận hội Mùa đông 1932 và 1980. Lake Placid cũng tổ chức Universiade Mùa đông 1972 và Goodwill Games Mùa đông 2000.